# Čuširo Hajaši
Čuširo Hajaši (japonsko 林 忠四郎, Hayashi Chūshirō), japonski astrofizik, * 25. julij 1920, Kjoto, Japonska, † 28. februar 2010, Kjoto.

## Življenje in delo
Hajaši je diplomiral iz fizike leta 1942 na Imperialni univerzi v Tokiu.
Leta 1961 je pokazal, da obstaja najmanjša efektivna temperatura pri kateri se v protozvezdnem oblaku hidrostatično ravnovesje ne more več ohranjati. Ta meja se pojavlja na desni strani v Hertzsprung-Russllovem diagramu kot Hajašijeva sled in odgovarja temperaturi približno 4000 K. Protozvezdni oblaki, ki so hladnejši od te temperature, se bodo krčili in segreli dokler ne dosežejo Hajašijeve sledi. Hajašijeva meja je omejitev za največji polmer zvezde z dano maso.
Raziskoval je tudi rjave pritlikavke, ene najmanjših vrst zvezd.
Upokojil se je leta 1984.